# Esme Grant
 (décembre 2022).
Pour les articles homonymes, voir Grant.
Esme Melbro Grant néé Muir est une femme politique jamaïcaine. Elle est l'une des premières femmes élues au parlement et la première sénatrice de la Jamaïque,.

## Biographie

### Enfance et formations
Esme Grant est née à Cave à dans le Westmoreland, le 20 septembre 1920 et morte le  25 août 1987. Elle fréquente l'école primaire de Mearnsville à Cave dans le Westmoreland où elle obtient son diplôme en 1934,.

### Carrière politique
Esme Grant est candidate du Parti travailliste de Jamaïque pour Westmoreland Central lors des élections générales jamaïcaines de 1962. Son engagement impressionne le chef du parti qui fait d'elle la première femme secrétaire parlementaire de la Jamaïque indépendante -travaillant au ministère de l'éducation. Lors des élections générales de 1967, elle se présente dans Westmoreland North Eastern mais perd face à Jim Thompson,,,,.
Elle est ministre par intérim du travail et de l'assurance nationale dans les années 1970. Elle démissionne du Sénat de la Jamaïque en 1976.